# Лімбург (провінція Бельгії)
Лімбург (нід. Limburg, МФА: [ˈlɪmbʏrx]) — одна з десяти провінцій Бельгії і одна з п'яти фламандських провінцій. Лімбург межує з провінцією
Антверпен, Фламандським Брабантом, провінцією Льєж і Нідерландами. Столиця — Гасселт. Провінція складається з 44 комун.

## Основні дані
- Площа: 2.422 км²
- Найвища точка: селище Ремерсдаал (Remersdaal), частина комуни Вурен (Voeren), 287,5 метрів над рівнем моря (найвища точка Фландрії).
- Найважливіші річки: Маас, Демер, Єкер, Доммел.
- Населення: 820.272 (за станом на 1 січня 2007).
- Густота населення: 339 чол/км²

## Найбільші міста
Міста з населенням понад 30 тисяч осіб:
| Назва міста   | Населення, осіб (2008) |
| ------------- | ---------------------- |
| Гасселт       | 71543                  |
| Генк          | 64294                  |
| Берінген      | 41984                  |
| Сінт-Трейден  | 38828                  |
| Маасмехелен   | 36661                  |
| Ломмель       | 32424                  |
| Гесден-Золдер | 31278                  |
| Білзен        | 30384                  |